# Laelia lactea
Laelia lactea är en fjärilsart som beskrevs av Moore 1884. Laelia lactea ingår i släktet Laelia och familjen tofsspinnare. Inga underarter finns listade i Catalogue of Life.